# Gjakovë
Gjakovë en albanais et  Đakovica en serbe latin (en albanais : Gjakova ; en serbe cyrillique : Ђаковица) est une ville et une commune du Kosovo. Elle fait partie du district de Gjakovë/Đakovica (selon le Kosovo) ou du district de Pejë/Peć (selon la Serbie). Selon le recensement kosovar de 2011, la ville intra muros compte 40 827 habitants et la commune/municipalité 94 556.
Gjakovë est connue pour son ancien marché datant de l'époque ottomane, ses vieilles mosquées et ses ponts.

## Nom de la ville
Il existe un certain nombre de théories concernant le nom de la ville, qui pourrait dériver d'un terme albanais gjak « le sang » ou du terme serbe djak « l'élève ». Le nom pourrait également provenir d'un grand propriétaire terrien de la région, Jak Vula, qui aurait donné une partie de son domaine pour permettre la construction de la cité ; la ville serait alors la « terre de Jak »[réf. nécessaire].

## Géographie
Gjakovë se trouve à mi-chemin entre les villes de Pejë et de Prizren,

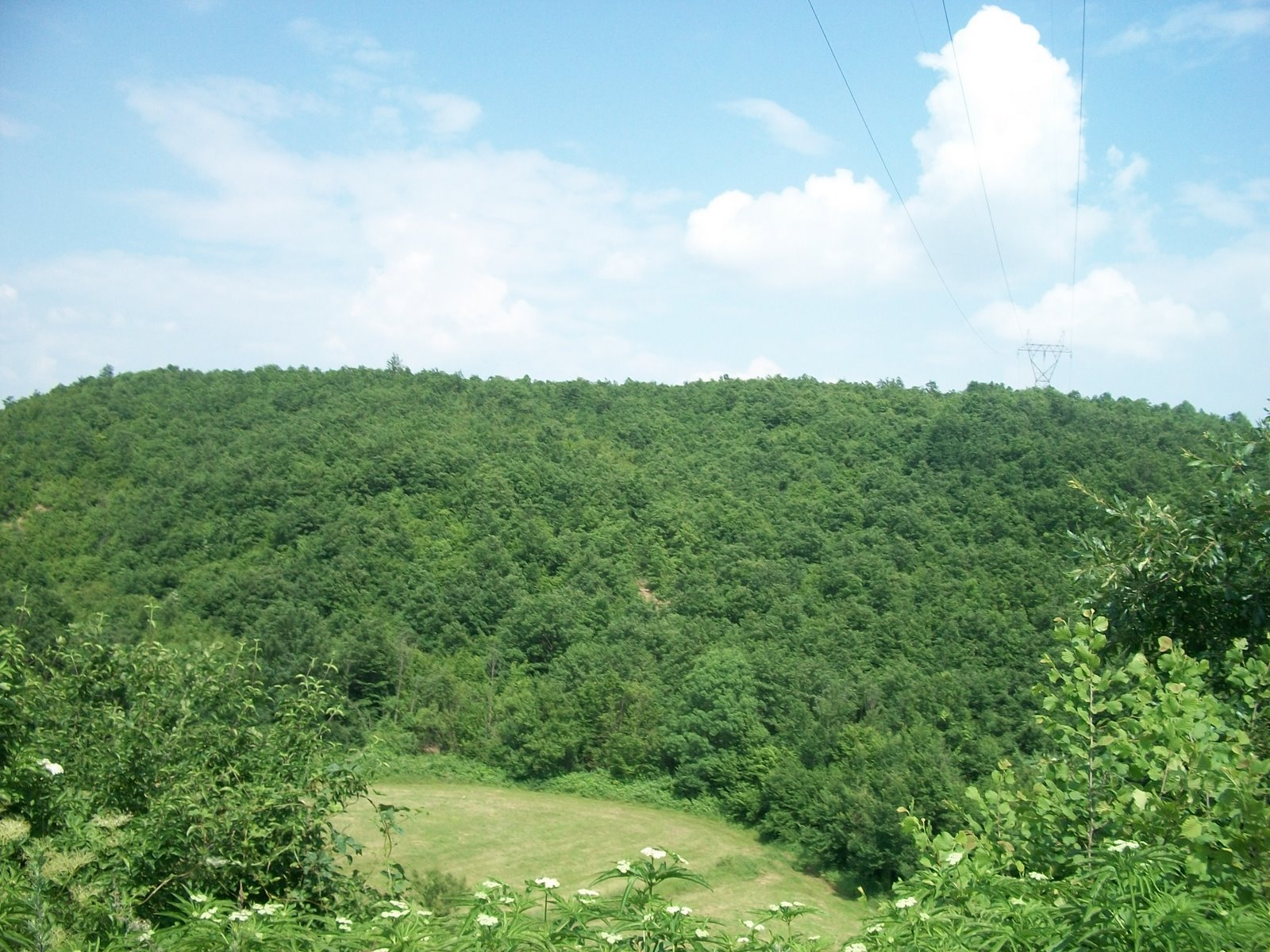
Paysage près de Gjakovë/Đakovica
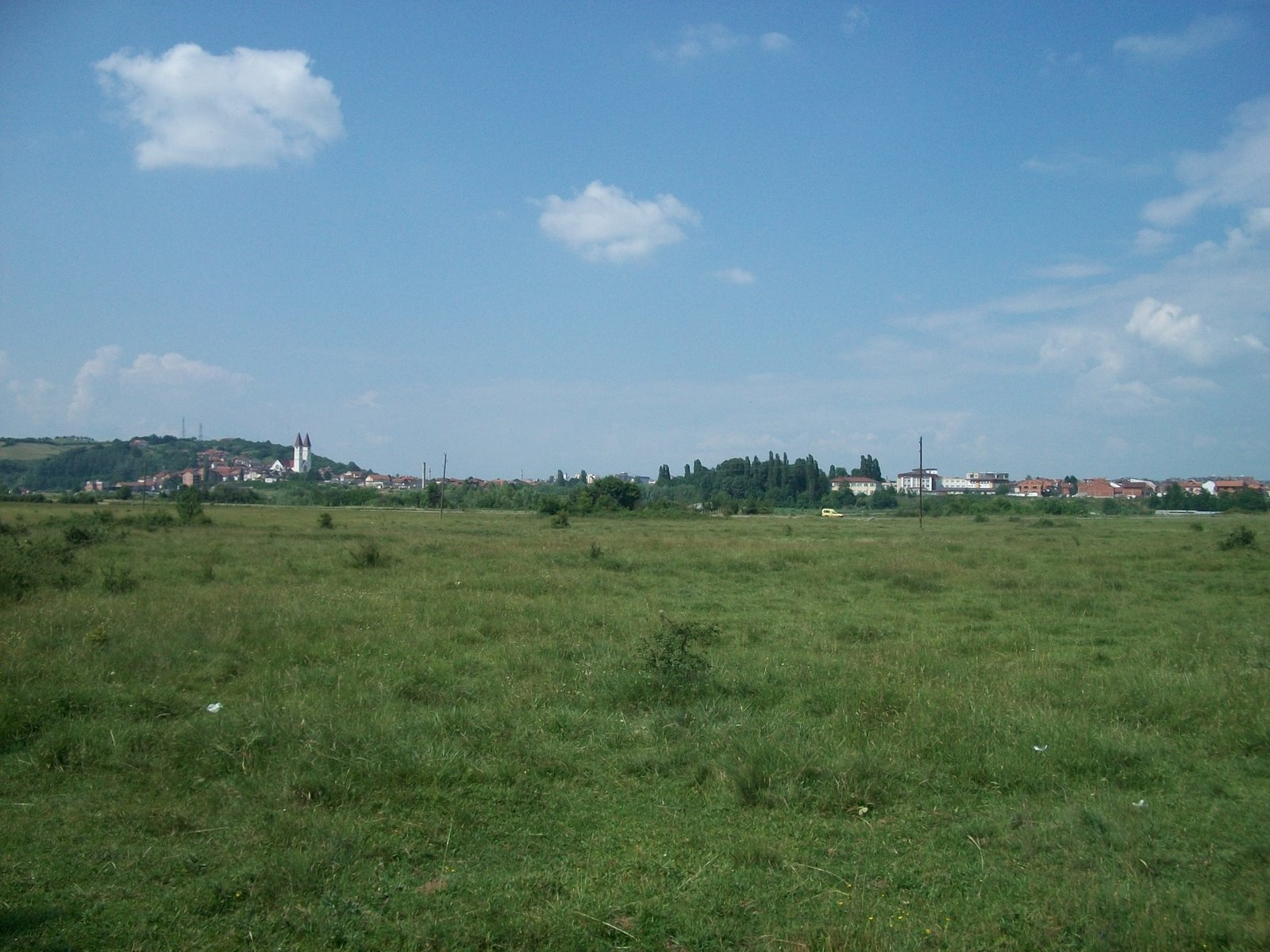
Autre vue
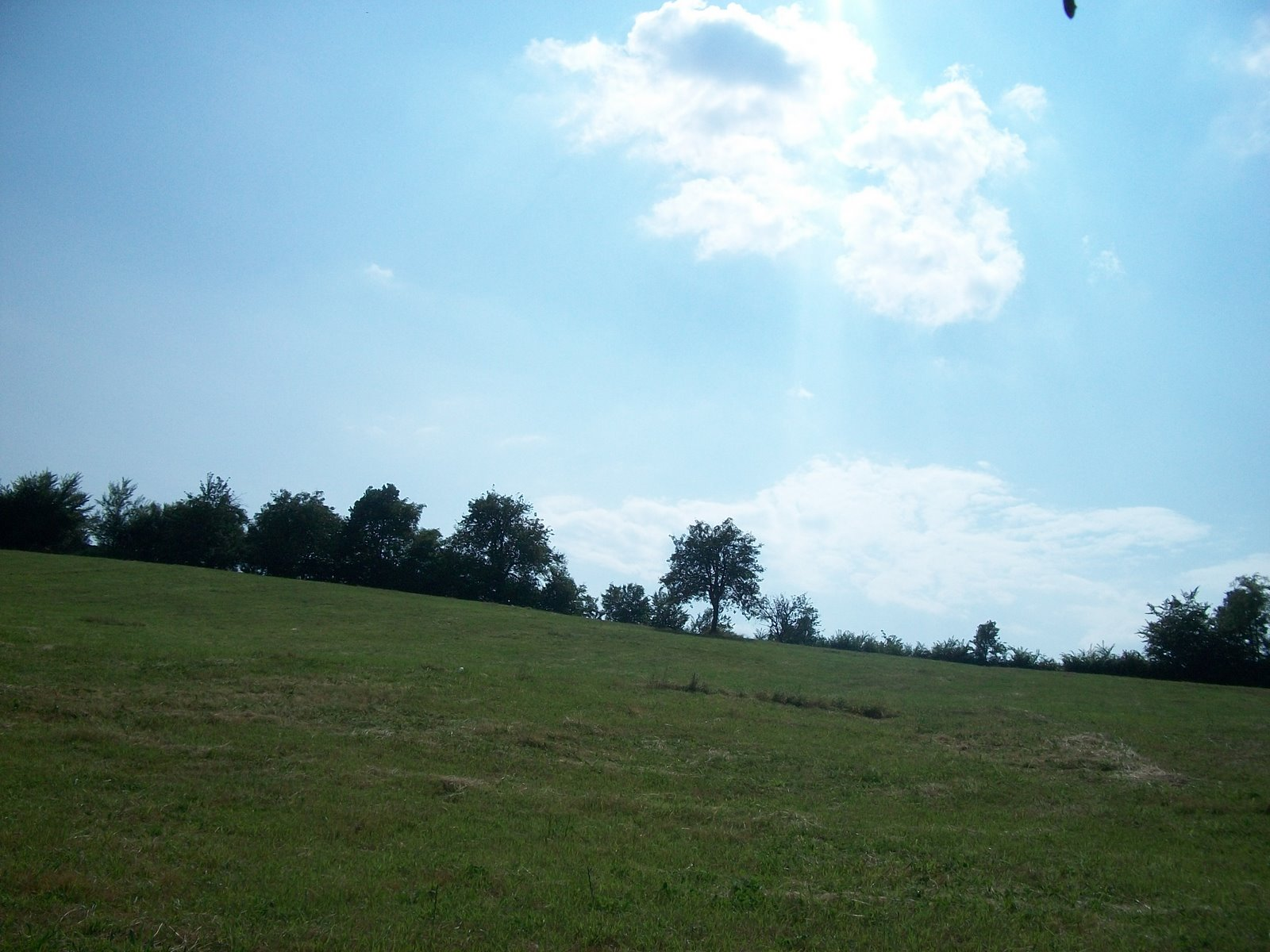
Autre vue

## Histoire

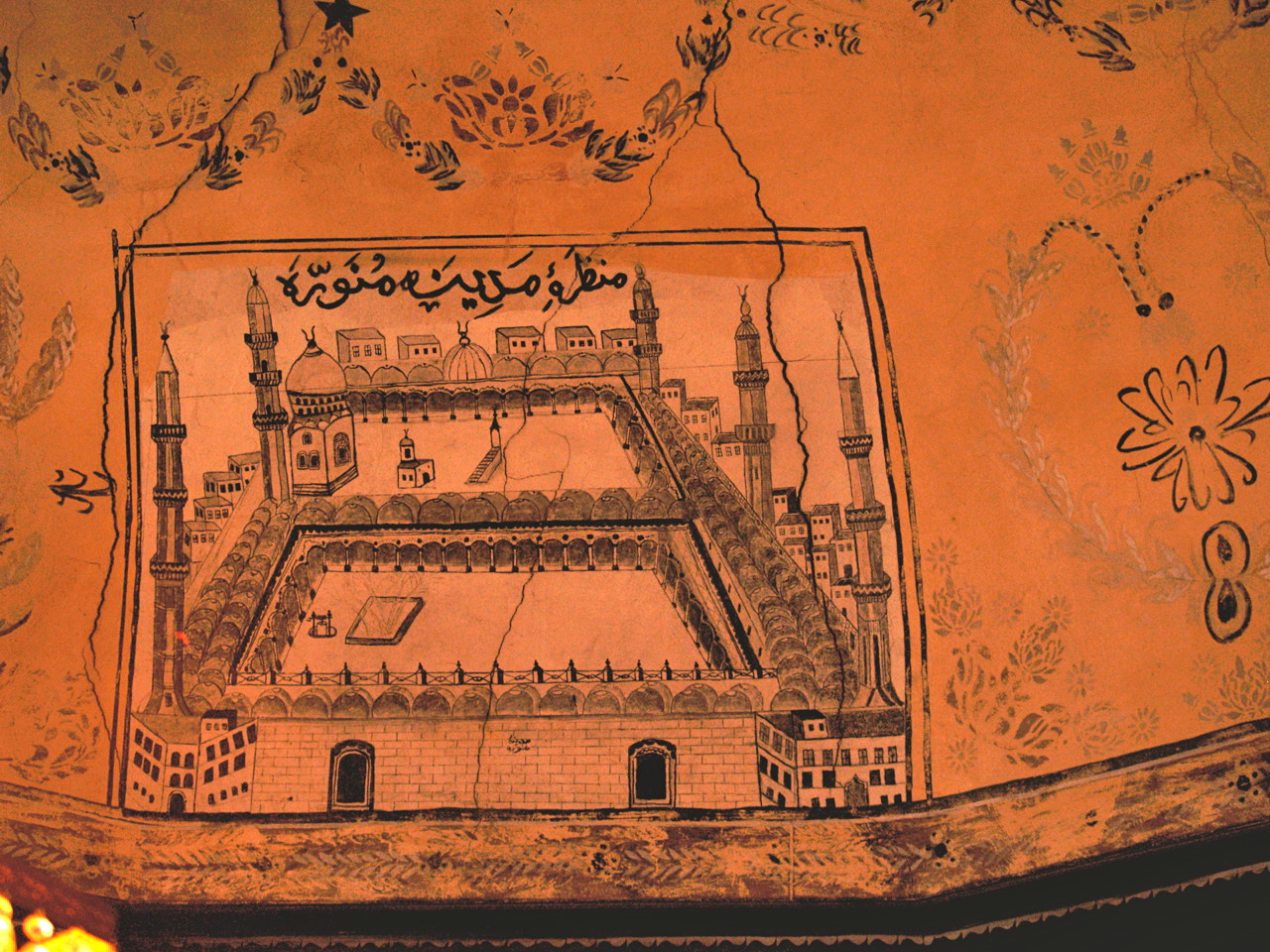
Gjakovë, miniature ottomane.

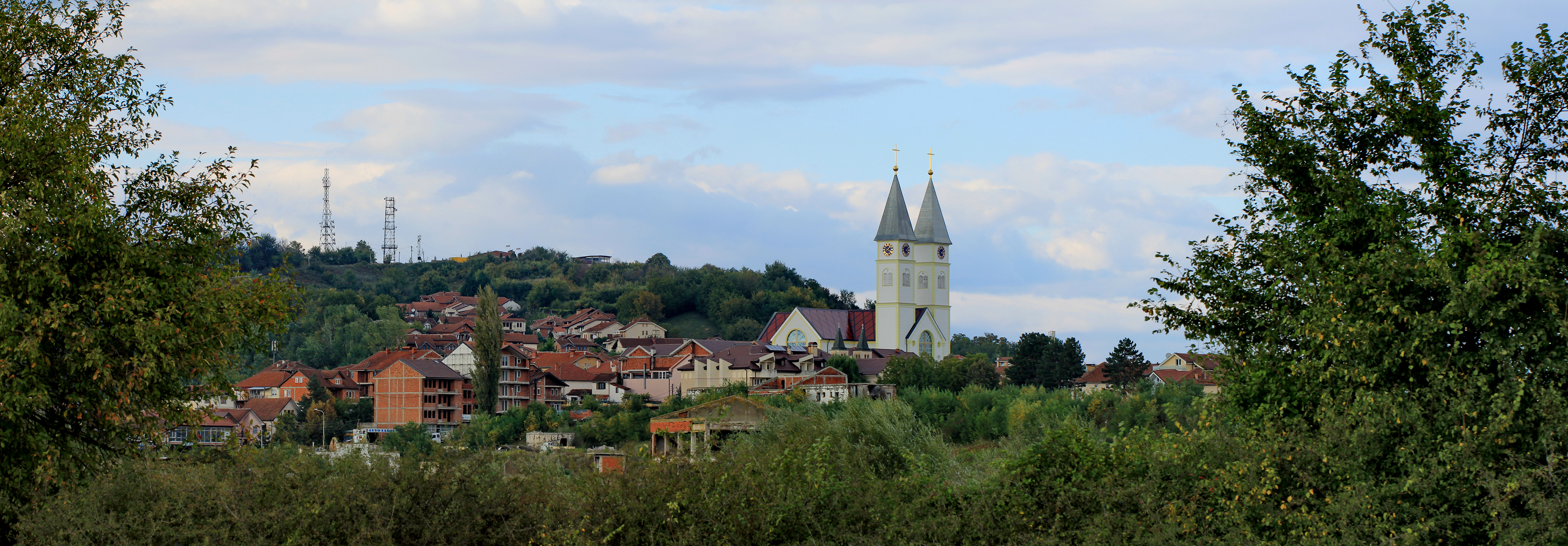
Panorama de la ville avec l'église catholique Saints-Pierre-et-Paul.

La ville de Gjakove existe depuis le Moyen-Âge.

## Localités

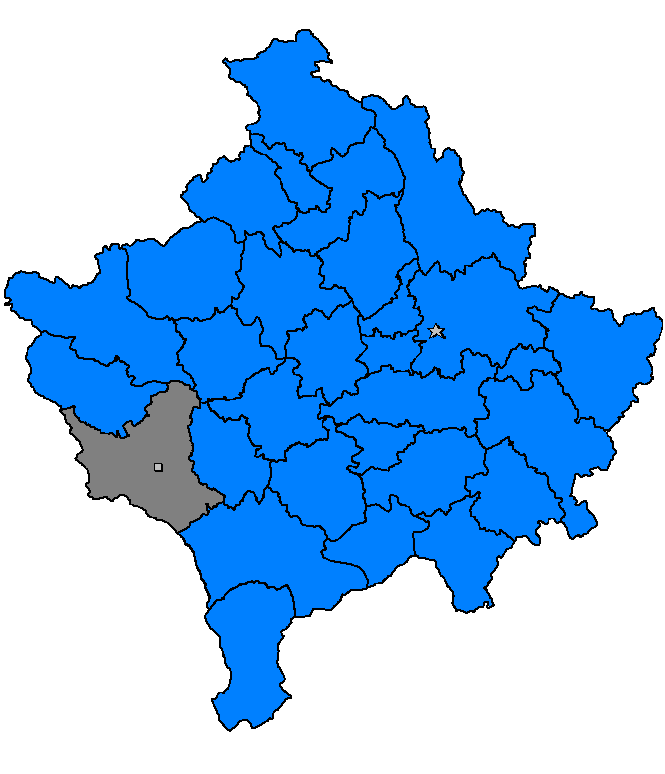
Localisation de la commune/municipalité de Gjakovë/Đakovica au Kosovo

La commune/municipalité de Gjakovë/Đakovica compte les localités suivantes :
| - Babaj i Bokës/Babaj Boks - Bardhaniq/Bardonić - Bardhasan/Bardosan - Batushë/Batuša - Bec - Berjah/Berjak - Bishtrazhin/Bistražin - Bitesh/Donji Biteš - Brekoc/Brekovac - Brovinë/Brovina - Cërmjan/Crmljane - Dallashaj/Dalašaj - Damjan/Damjane - Devë/Deva - Doblibarë/Doblibare - Dobrixhë/Dobrić - Dobrosh/Dobroš - Dol/Dolj - Dujakë/Dujak - Duzhnjë/Dužnje - Firajë/Firaja - Firzë/Firza | - Fshaj/(Ujz) - Gërçinë/Grčina - Gërgoc/Grgoc - Gjakovë/Đakovica - Goden - Guskë/Guska - Hereç/Ereč - Jabllanicë/Jablanica - Jahoc - Janosh/Janoš - Kodrali/Kodralija - Korenicë/Korenica - Kosharë/Košare - Kralan/Kraljane - Kusar - Kushavec/Kuševac - Lipovec/Lipovac - Llugagji/Lugađija - Lugbunar/Ljugbunar - Madanaj/(Ripaj Madanaj) - Marmull/Marmule - Mejë/Meja Orize | - Meqë/Meća - Moglicë/Moglica - Molliq/Molić - Morinë/Morina - Nec/Nec - Nivokaz - Novosellë e Epërme/Gornje Novo Selo - Novosellë e Ulët/Donje Novo Selo - Orizë/(Meja Orize) - Osek Hylë/Osek Hilja - Osek Pashë/Osek Paša - Pacaj - Palabardhë/Paljabarda - Pjetërshan/Petrušan - Plançor/Pljančor - Ponoshec/Ponoševac - Popoc/Popovac - Qerim/Ćerim - Qerret/(Babaj Boks) - Raçë/Rača - Radoniq/Radonjić - Rakoc | - Rakovinë/Rakovina - Ramoc - Rashkoc/Raškoc - Rogovë/Rogovo - Rracaj/Racaj - Rrezinë/(Bardosan) - Rrypaj/Ripaj Madanaj - Sheremet/Šeremet - Shishman/Šišman - Skivjan/Skivjane - Smaq/Smać - Smolicë/Smonica - Sopot/Sopot - Stubëll/Stubla - Trakaniq/Trakanić - Ujz - Vogovë/Vogovo - Vraniq/Vranić - Zhabel/Žabelj - Zhdredhë/Ždrelo - Zhub/Žub - Zylfaj/Zulfaj |

## Démographie

### Population dans la villeintra muros

#### Évolution historique de la population dans la ville
| 1948   | 1953   | 1961   | 1971   | 1981   | 1991   | 2011   |
| ------ | ------ | ------ | ------ | ------ | ------ | ------ |
| 15 190 | 17 065 | 21 368 | 31 281 | 42 031 | 59 008 | 40 827 |

|  |

#### Répartition de la population par nationalités dans la ville (2011)
En 2011, les Albanais représentaient 90,46 % de la population et les Égyptiens 7,10 %.

### Commune/Municipalité

#### Évolution historique de la population
| 1948   | 1953   | 1961   | 1971   | 1981   | 1991    | 2011   |
| ------ | ------ | ------ | ------ | ------ | ------- | ------ |
| 39 998 | 44 415 | 53 270 | 71 374 | 92 203 | 115 097 | 94 556 |

|  |

#### Répartition de la population par nationalités (2011)
En 2011, les Albanais représentaient 92,72 % de la population et les Égyptiens 5,41 %.

## Politique

### Élections de 2007
En 2007, les 41 membres de l'assemblée de Gjakovë/Đakovica se répartissaient de la manière suivante :
| Parti                                                        | Sièges |
| ------------------------------------------------------------ | ------ |
| Alliance pour l'avenir du Kosovo (AAK)                       | 10     |
| Ligue démocratique du Kosovo (LDK)                           | 8      |
| Alliance pour un nouveau Kosovo (AKR)                        | 6      |
| Parti réformiste (ORA)                                       | 4      |
| Parti chrétien-démocrate albanais (PSHDK)                    | 3      |
| Ligue démocratique de Dardanie (LDD)                         | 3      |
| Parti démocratique du Kosovo (PDK)                           | 3      |
| Nouvelle initiative démocratique du Kosovo (IRDK)            | 1      |
| Parti chrétien-démocrate du Kosovo pour l'intégration (PDKI) | 1      |
| Mouvement national pour la libération du Kosovo (LCKC)       | 1      |
| Alternative pour Gjakovë/Đakovica (AGJ)                      | 1      |

Pal Lekaj, membre de l'AAK, a élu maire de la commune/municipalité.

### Élections de 2013
À la suite des élections locales de novembre 2013, les sièges de l'assemblée municipale se répartissaient de la manière suivante :
| Parti                                                                         | Sièges |
| ----------------------------------------------------------------------------- | ------ |
| Alliance pour l'avenir du Kosovo (AAK) - Ligue démocratique de Dardanie (LDD) | 9      |
| Alliance pour un nouveau Kosovo (AKR)                                         | 9      |
| Parti démocratique du Kosovo (PDK)                                            | 6      |
| Ligue démocratique du Kosovo (LDK)                                            | 3      |
| Parti chrétien-démocrate albanais (PSHDK)                                     | 2      |
| Mouvement pour l'autodétermination (LVV)                                      | 1      |
| Parti de la justice (en) (PD)                                                 | 1      |
| Parti démocrate-chrétien pour l'intégration (PDKI)                            | 1      |

Mimoza Kusari-Lila, membre de l'Alliance pour un nouveau Kosovo (AKR) a été élue maire, après un échec contre Lekaj en 2009. Elle est remplacée par Ardian Gjini en juillet 2017.

## Architecture

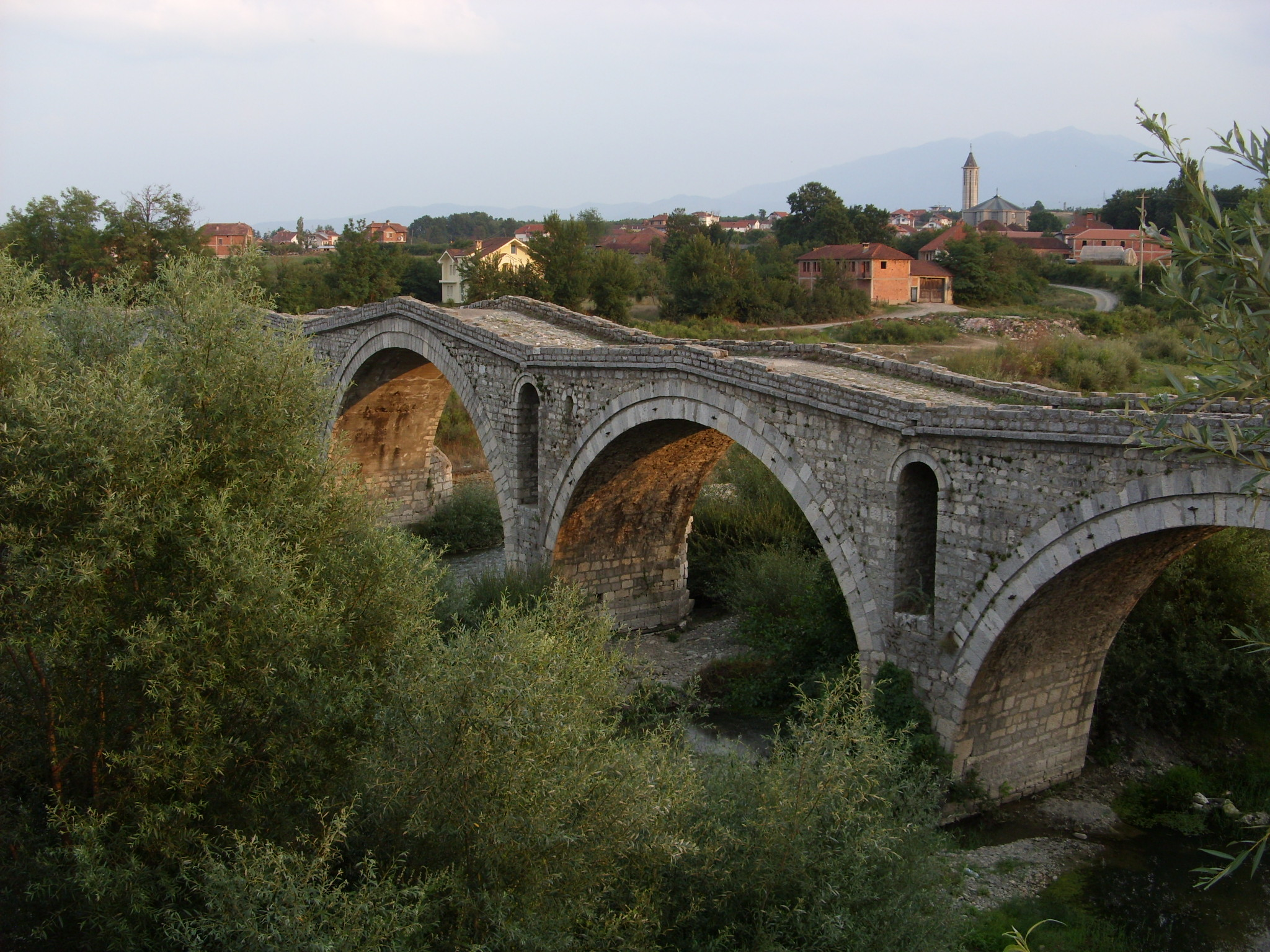
Le pont des tailleurs, près de Gjakovë/Đakovica

La mosquée Hadum à Gjakovë/Đakovica a été construite à la fin du XVIe siècle, sans doute en 1592 et 1593, par Hadum Soliman Aga Bizeban, né dans le village de Guskë/Guska ; Soliman Aga Bizeban fut gardien du harem impérial à l'époque du sultan Murad III, ce qui vaut à la mosquée son nom de Hadum ou Hadim, « le serviteur » ou « l'eunuque » ; la mosquée est inscrite sur la liste des monuments culturels d'importance exceptionnelle de la république de Serbie. Le pont des tailleurs (en albanais : Ura e Terzive ; en serbe cyrillique : Терзијски мост ; en serbe latin : Terzijski most), situé sur le territoire du village de Bishtrazhin/Bistražin, a été construit à la fin du XVe siècle ; considéré comme un exemple caractéristique des ponts ottomans, il est lui aussi classé.

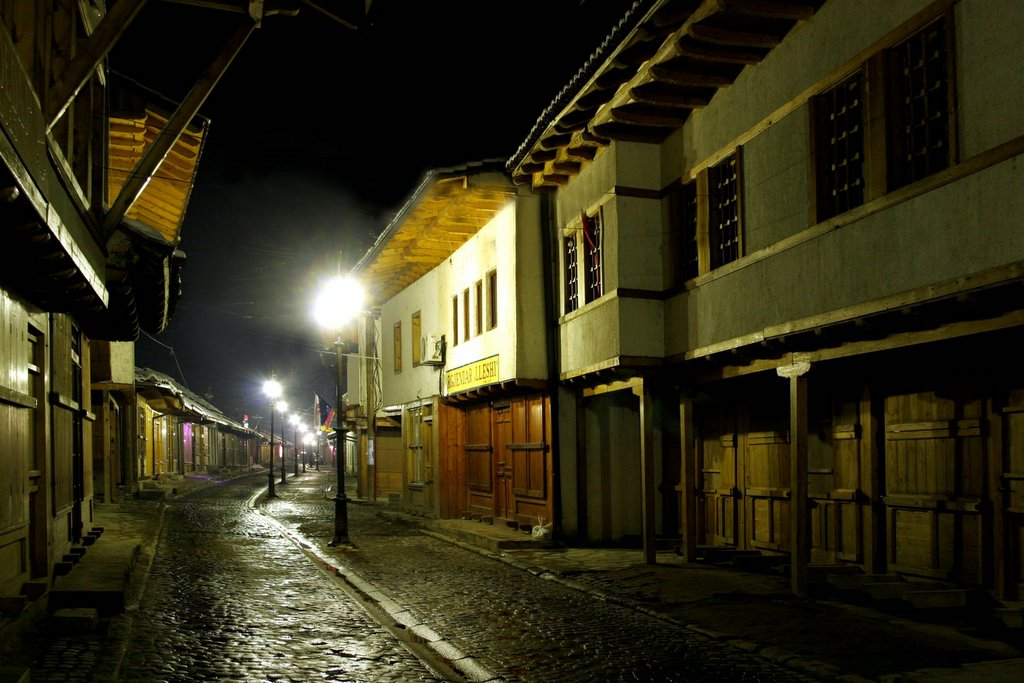
Une rue ancienne à Gjakovë/Đakovica

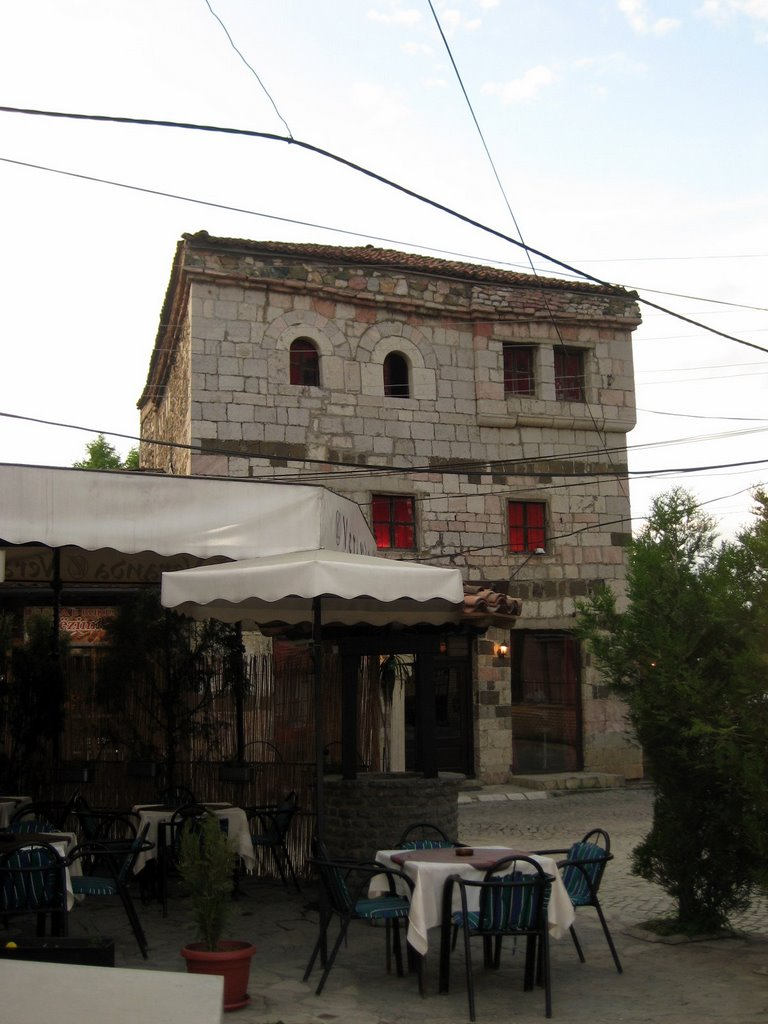
Tour résidentielle à Gjakovë/Đakovica
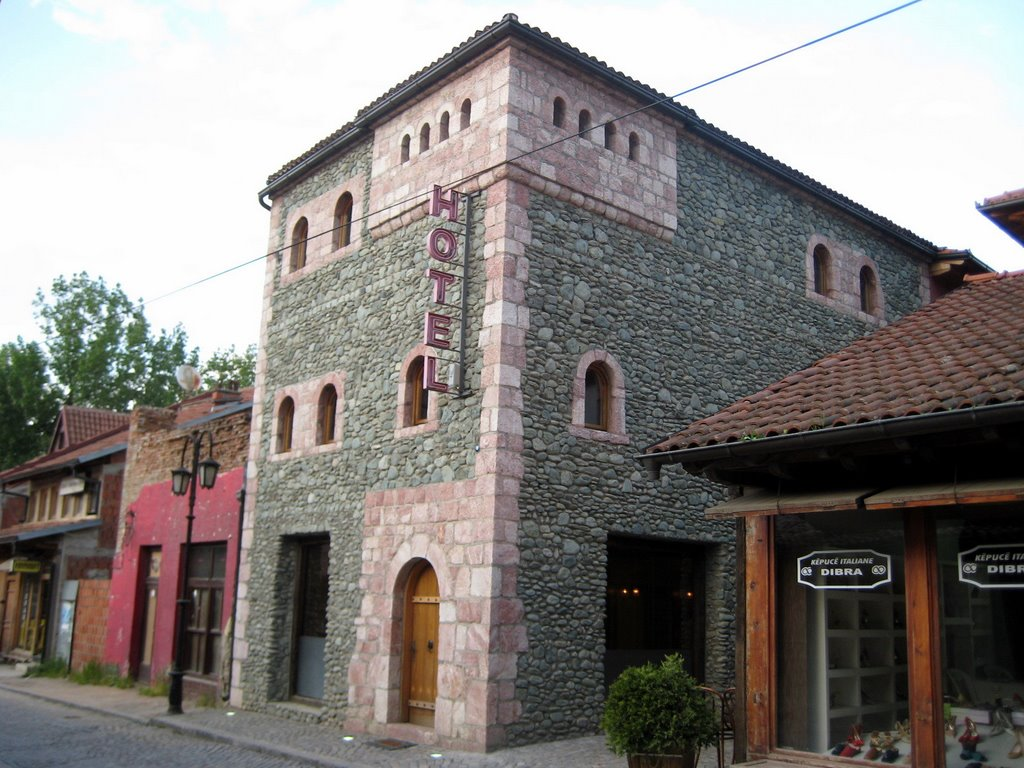
Autre tour
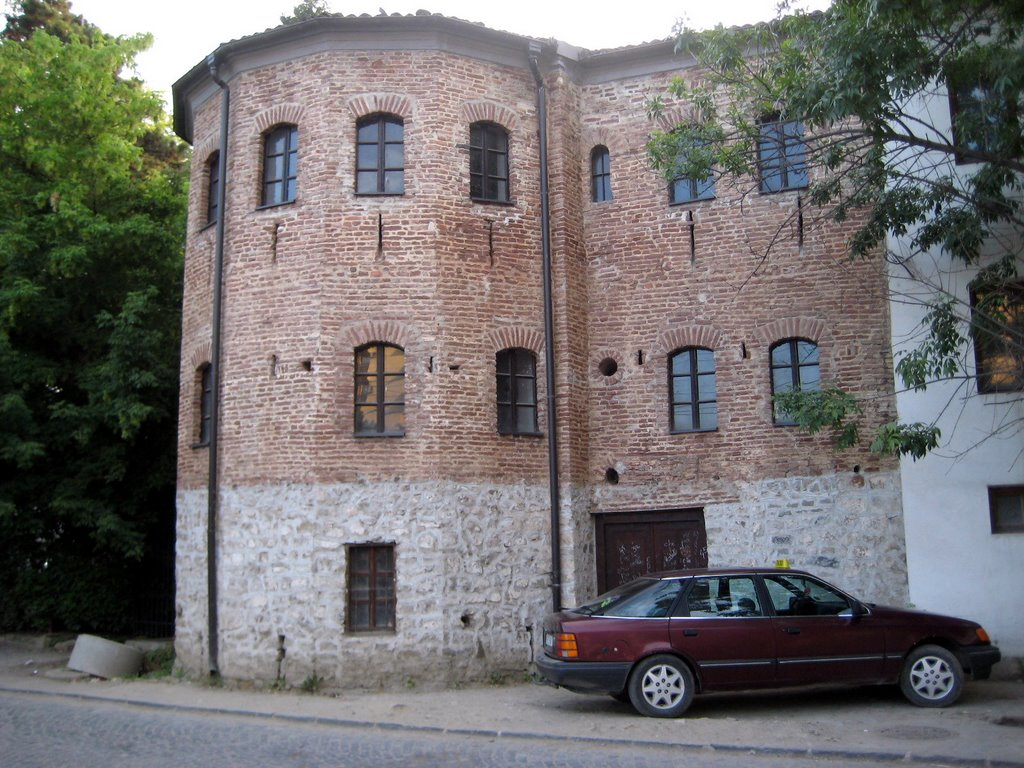
Autre tour

## Culture

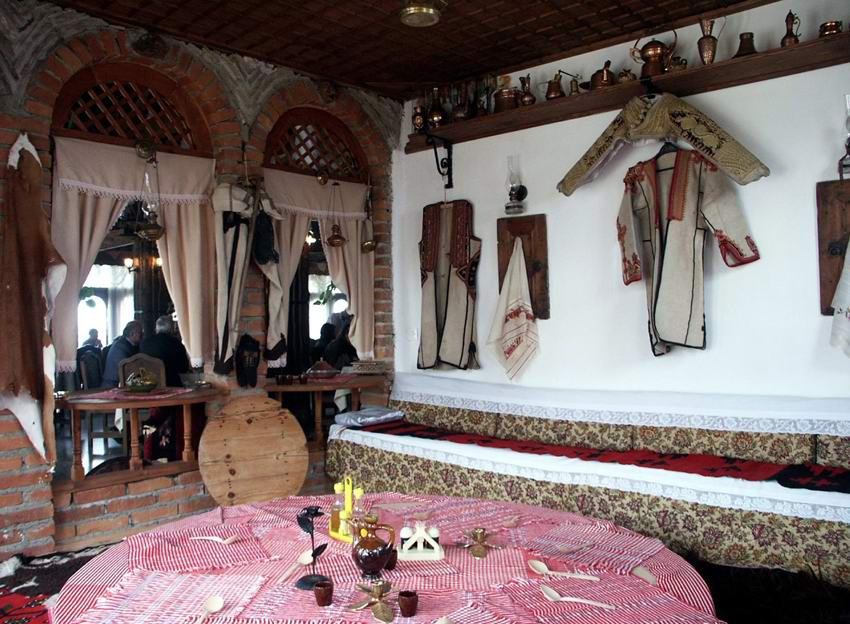
Le musée ethnographique albanais de Gjakovë/Đakovica

## Sport
Le KF Vëllaznimi est un club de football de Gjakovë qui a été créé en 1927. Il a remporté le championnat du Kosovo, alors province de la Yougoslavie, à 9 reprises.

## Économie
La ville de GJakove possède des industries métallurgiques mais propose aussi des petits magasins artisanaux (forgeron, couturier...).

## Tourisme
Sites archéologiques
- le tumulus de Moglicë/Moglica (Préhistoire)[7]
- le tumulus de Ponoshec/Ponoševac (Préhistoire)[7]
- les fortifications, l'église et le cimetière de Batushë/Batuša (Préhistoire, période romaine, Moyen Âge)[7]
- butte, pont et cimetière à Rogovë/Rogovo (Préhistoire, Antiquité, Moyen Âge)[7]
- le tumulus de Babaj i Bokës/Babaj Boks (Préhistoire, Moyen Âge)[7]
- tumulus, église et cimetière à Kralan/Kraljane (Préhistoire, Moyen Âge)[7]
- le site de Qerim/Ćerim (IXe-Ier siècle av. J.-C.)[8]
- le site de Ujz (VIIIe-Ier siècle av. J.-C.)[9]
- le site de Jahoc (Ier-IVe siècles ; Moyen Âge)[7]
- l'église paléochrétienne de Raçë/Rača (IIIe-IVe siècles)[10]
- le site de Bratotin (IVe-VIe siècles)[7]
- ruines de fortifications à Kusar (IVe-VIe siècles)[7]
- l'église de Lipovec/Lipovac (IVe-VIe siècles)[7]
- site archéologique, église et cimetière de Shishman/Šišman (IVe-VIe siècles)[7]
- le pont romain de Rogovë/Rogovo (Antiquité)[7]
- le site de Doblibarë/Doblibare (Antiquité)[7]
- le site de Gërçinë/Grčina (Antiquité)[7]
- le site archéologique de Cërmjan/Crmljane (Antiquité tardive, Moyen Âge)[7]
- fortification et église de Cërmjan/Crmljane (Antiquité, Moyen Âge)[7]
- le site de Rakovinë/Rakovina (Antiquité, Moyen Âge)[7]
- le site de Damjan/Damjane (Moyen Âge)[7]
- le site de Dujakë/Dujak (Moyen Âge)[7]
- le cimetière de Jabllanicë/Jablanica (Moyen Âge)[7]
- ruines de fortifications à Kosharë/Košare (Moyen Âge)[7]
- l'église de Pjetërshan/Petrušan (Moyen Âge)[7]
- le site de Popoc/Popovac (Moyen Âge)[7]
- le cimetière de Smolicë/Smonica (Moyen Âge)[7]
- le cimetière de Vogovë/Vogovo (Moyen Âge)[7]
- le cimetière de Zhdredhë/Ždrelo (Moyen Âge)[7]

Monuments culturels de Gjakovë/Đakovi
- le pont des tailleurs (XVe-XVIIIe siècles)[11]
- l'église de l'Assomption (XVIe siècle)[12]
- la mosquée Hadum (1592-1593)[13]
- la tour de l'horloge (XVIe siècle)[7]
- le han de Haraqisa (XVIe-XVIIe siècles)[7]
- le pont de Fshejt (XVIIe siècle)[7]
- Taphanja (XVIIe siècle)[7]
- le Grand tombeau (XVIIe siècle)[7]

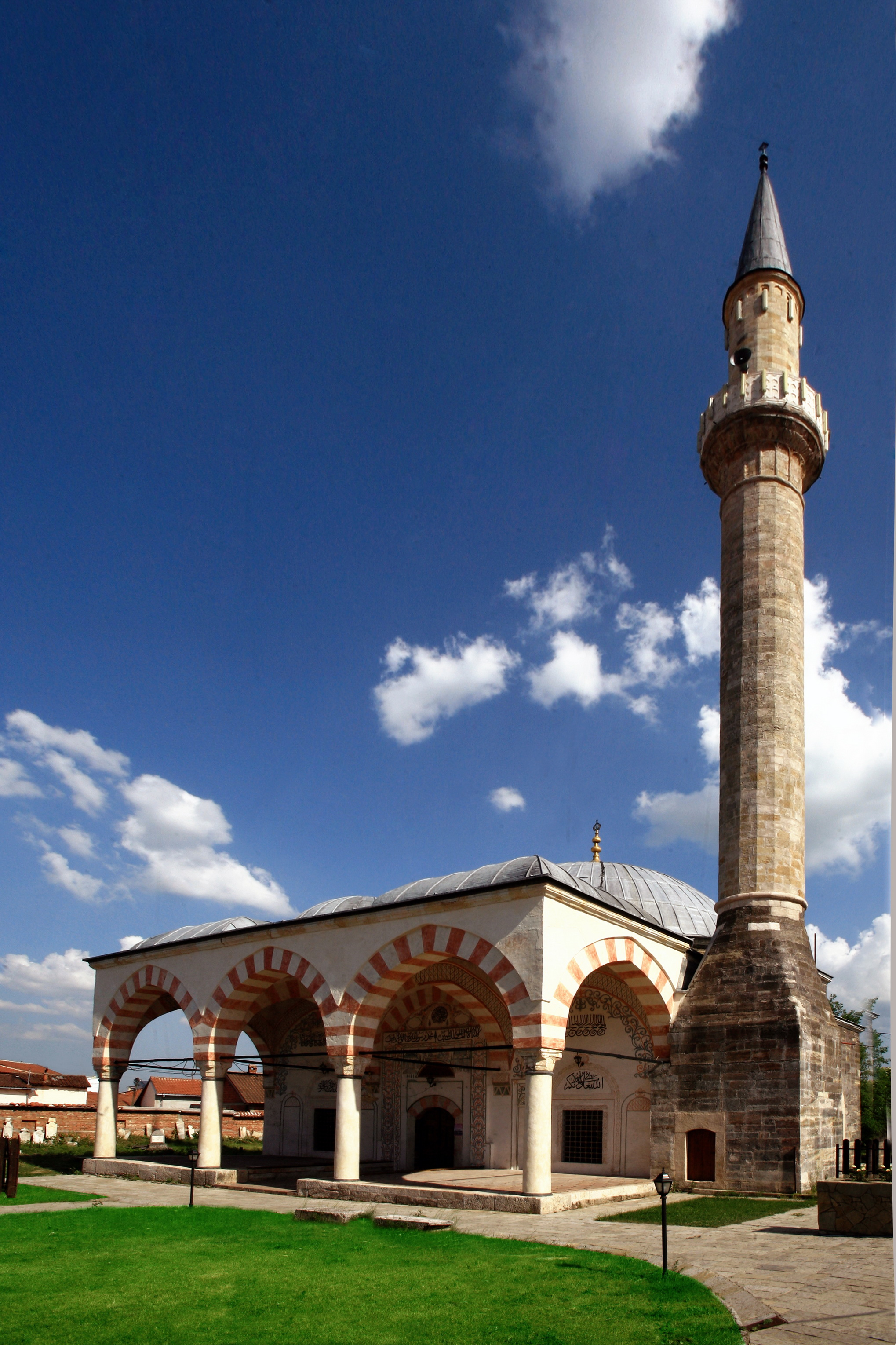
La mosquée Hadum

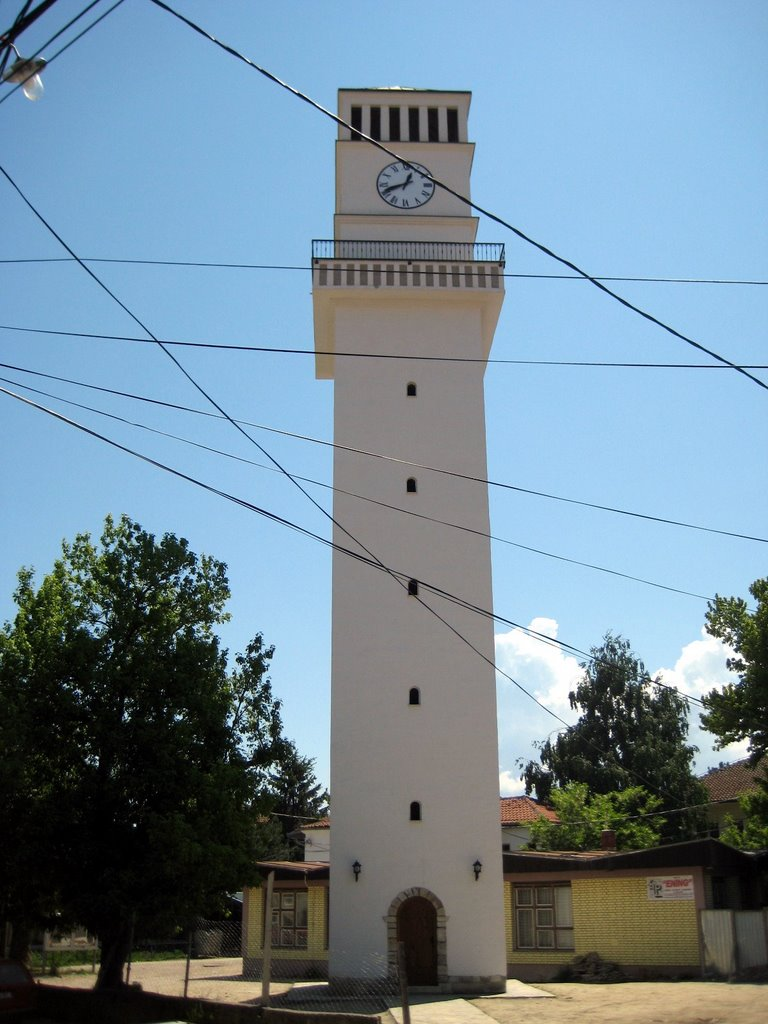
La tour de l'horloge

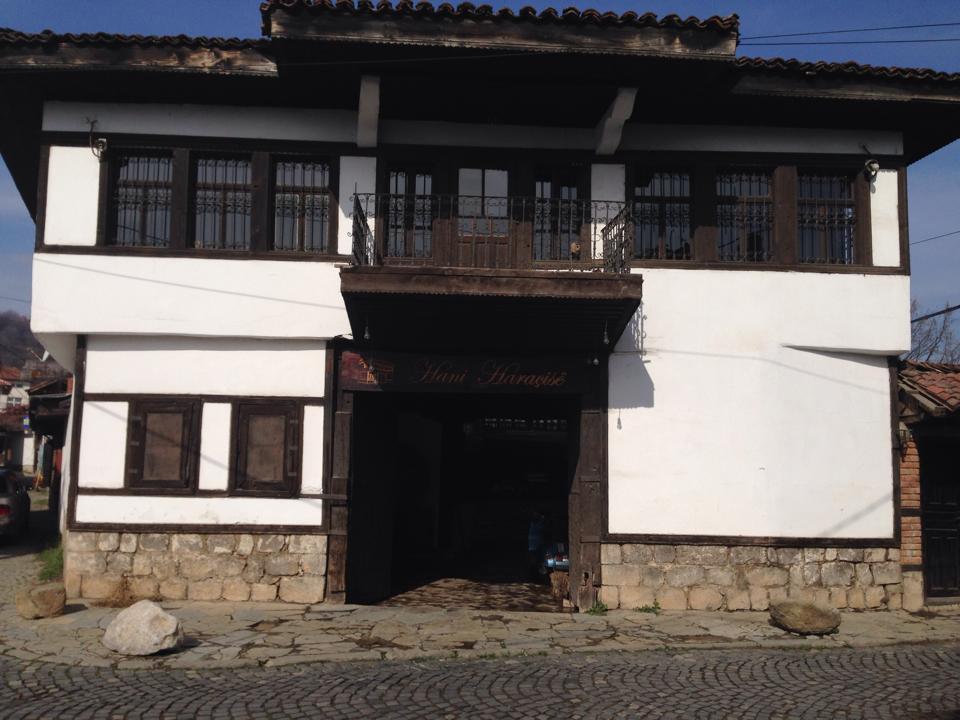
Le han de Haraqisa

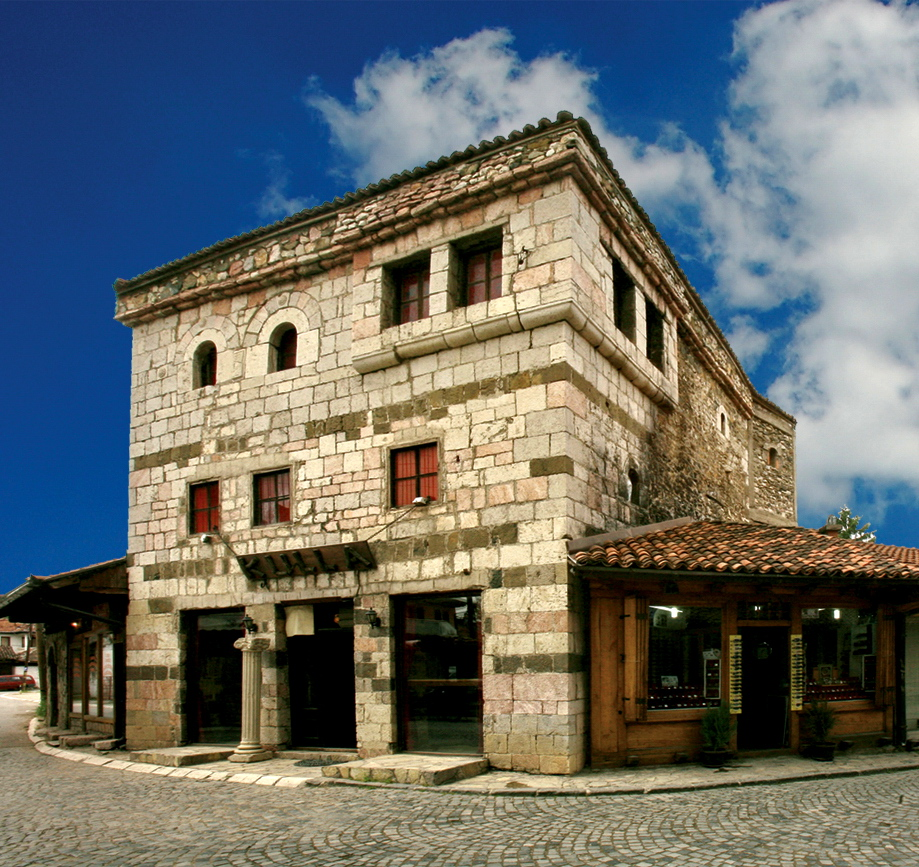
La tour-résidence de Hisni Kosh

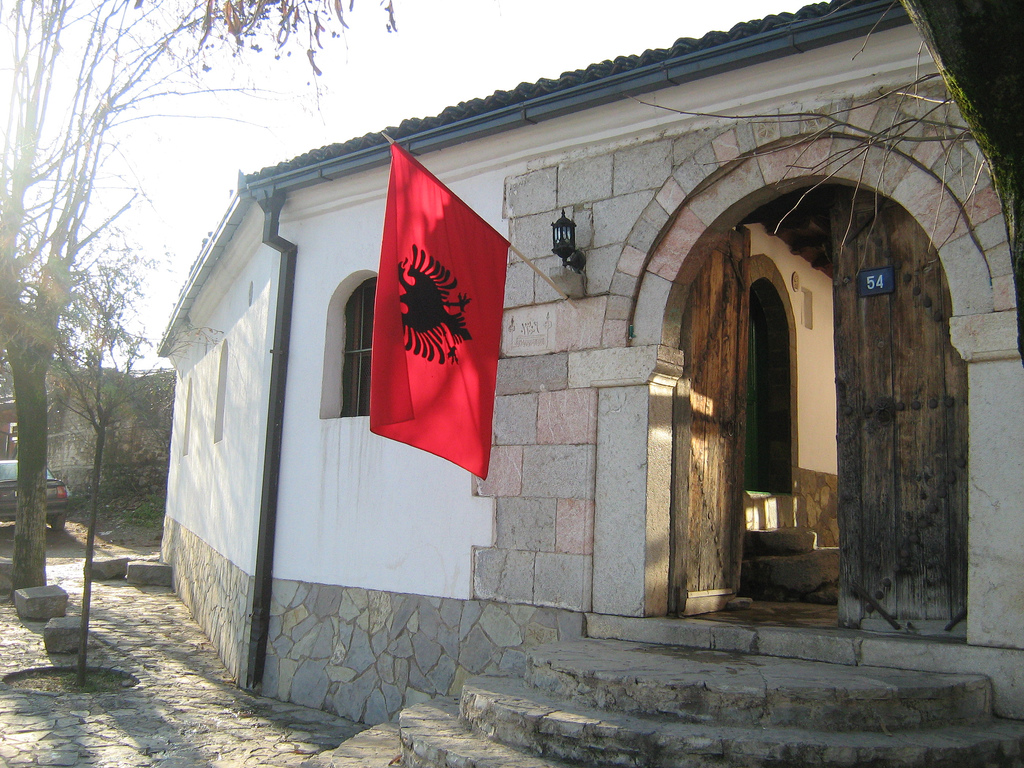
La tekke de Sheh Emin

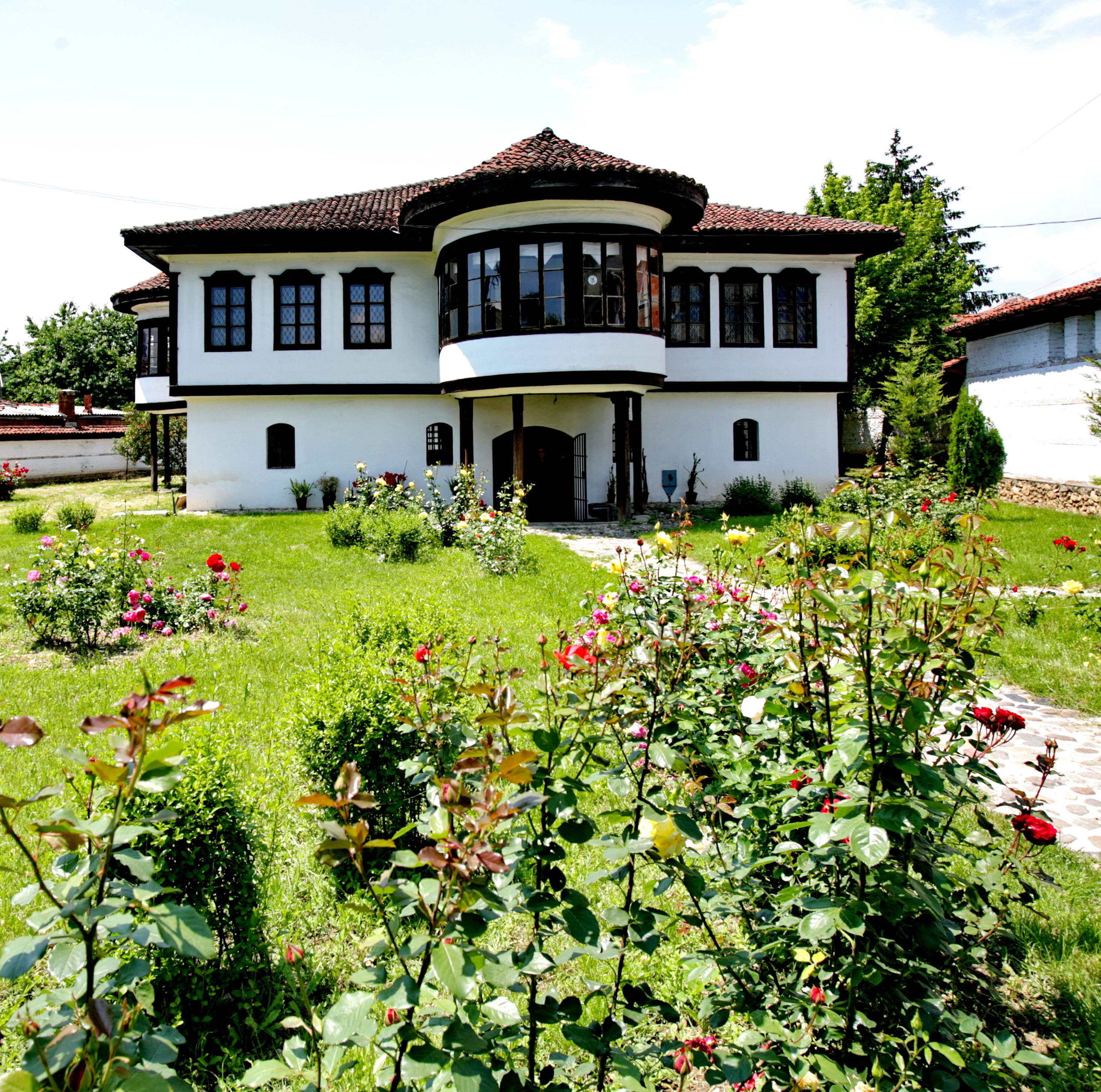
Le bâtiment du musée ethnologique

- le turbe de Tahir Efendi avec le cimetière
- le metep de Halil Efendi (XVIIe siècle)[7]
- la tour-résidence d'Abdullah Pasha Dren (XVIIe siècle)[7]
- la maison d'Ali Voksh (XVIIe siècle)[7]
- la tour-résidence de Currit (XVIIe siècle)[7]
- la maison d'Abaz Manxhuka (XVIIe siècle)[7]
- la maison de Rexhep Qarri (XVIIe siècle)[7]
- la maison de Xhafer Grezdes (XVIIe siècle)[7]
- le Tabački most (XVIIIe siècle)[14]
- le Talićki most (XVIIIe siècle)[15]
- la tour-résidence de Mehmet Hanes (XVIIIe siècle)[7]
- la tour-résidence d'Ibrahim Dyles (XVIIIe siècle)[7]
- la maison de Beqir Haxhibeqiri (XVIIIe siècle)[7]
- la maison de Basri Kryeziu (XVIIIe siècle)[7]
- la maison de Burim Kryeziu (XVIIIe siècle)[7]
- le metep de Haxhi Ymer (XVIIIe siècle)[7]
- la grande médersa (XVIIIe siècle)[7]
- la petite médersa (XVIIIe siècle)[7]
- la mosquée de Gerqarva (XVIIIe siècle)[7]
- la mosquée de Mulla Jusuf (XVIIIe siècle)[7]
- la mosquée de Kusar (XVIIIe siècle)[7]
- la mosquée de Haxhi Ymer (XVIIIe siècle)[7]
- la mosquée de Mahmut Pasha (XVIIIe siècle)[7]
- la mosquée de Sefa (XVIIIe siècle)[7]
- la tour-résidence d'Ibris Alisa (XVIIIe-XIXe siècles)[16]
- la tour-résidence de Hisni Kosh (XVIIIe-XIXe siècles)[17]
- la vieille čaršija de Đakovica (XIXe siècle)[18]
- la tekke de Sheh Emin
- la tekke de Sheh Danjioll
- la maison de Suleiman Voksh (XIXe siècle)[19]
- la tombe de Suleiman Voksh (XIXe siècle)[7]
- la tombe de Maxhar Pacha (XIXe siècle)[7]
- le tombeau de Shejh Nakisa (XIXe siècle)[7]
- le tombeau de Baba Ali (XIXe siècle)[7]
- le tombeau de Shejh Lites (XIXe siècle)[7]
- le tombeau de Shejh Bani (XIXe siècle)[7]
- la turbe de Shejh Lita
- la tekke de Shejh Lita
- la turbe de Shejh Qyli
- la turbe de Shejh Fetahu avec le cimetière
- la turbe de Shejh Shpetim
- la turbe de Baba Hasan
- le moulin de Shejh Lita
- la tombe de Dah Polloshka (XIXe siècle)[7]
- la tour-résidence de Jupava (XIXe siècle)[7]
- la maison de Mazllom Zherkes (XIXe siècle)[7]
- la maison de Jelena Jakić (XIXe siècle)[20]
- une résidence 346 (380) rue M. Tita (XIXe siècle)[21]
- une résidence 348-350 rue M. Tita (XIXe siècle)[22]
- une résidence 442 rue M. Tita (XIXe siècle)[23]
- l'école albanaise Salman Rushdie (XIXe siècle)[7]
- l'église Saint-Antoine-de-Padoue (XXe siècle)[7]
- l'Église Saint-Paul-et-Saint-Pierre (XXe siècle)[7]
- le bâtiment du musée ethnologique (XIXe siècle)[7]
- la maison de Selim Baki (XIXe-XXe siècles)[24]
- la tekke de Bektashi
- la tombe de Fadil Hoxha (XXe siècle)[7]
- la tombe de Selman Riza (XXe siècle)[7]
- la maison de Dragutin Đorđević (XXe siècle)[25]
- la maison de Meta Usa (XXe siècle)[26]
- la maison de Naim Zajm (XXe siècle)[27]
- le cimetière des martyrs (XXe siècle)[7]
- le bâtiment de la faculté de pédagogie (XXe siècle)[7]
- la statue de Mère Teresa (XXe siècle)[7]
- le monument de la Ligue de Prizren (1978)[7]
- le cimetière de l'UÇK (XXe siècle)[7]
- le cimetière des martyrs à Çabrat (XXe siècle)[7]
- le cimetière des martyrs à Meje (XXe siècle)[7]
- le cimetière de l'UÇK à Koshare (XXe siècle)[7]
- le monument de l'UÇK dans le parc municipal (XXe siècle)[7]
- le monument de Tom Llantosh (XXIe siècle)[7]*

Autres monuments culturels
- l'église catholique de Bardhaniq/Bardonić (Moyen Âge)[7]
- la mosquée de Hasan Aga à Rogovë/Rogovo (XVIe siècle)[28]
- le tombeau de la mère de Hadum Aga à Guskë/Guska (XVIe siècle)[7]
- la tour-résidence d'Ymer Poga à Rogovë/Rogovo (XVIe siècle)[7]
- le turbe de Pule à Babaj i Bokës/Babaj Boks (XVIIIe siècle)[7]
- le turbe de Dervish Dana à Duzhnjë/Dužnje (XVIIIe siècle)[7]
- la mosquée de Ponoshec/Ponoševac (XVIIIe siècle)[7]
- la maison de Beqir Aga Gash à Rogovë/Rogovo (XVIIIe siècle)[7]
- l'église de l'Assomption-de-Marie à Bec/Bec (XVIIIe siècle)[7]
- la tour-résidence Arifaj à Nivokaz/Nivokaz (fin du XVIIIe siècle)[29]
- la tour-résidence de Hasan Ahmet à Nivokaz/Nivokaz (XIXe siècle)[7]
- la tour-résidence de Hysen Rama Ymer à Nivokaz/Nivokaz (XIXe siècle)[7]
- la tour-résidence de Sadik Nivokaz à Nivokaz/Nivokaz (XIXe siècle)[7]
- l'église catholique de Bardhasan/Bardosan (XIXe siècle)[7]
- la tour résidence de Mus Ali à Nivokaz/Nivokaz (XIXe siècle)[30]
- la tour-résidence d'Adem Ademaj à Batushë/Batuša (XVIIIe-XIXe siècles)[31]
- la tour-résidence de Rexh Ukës à Batushë/Batuša (XIXe siècle)[7]
- la tour-résidence de Zenun Ahmeti à Brovinë/Brovina (XVIIIe-XIXe siècles)[32]
- la tour-résidence de Mus Ljushi à Brovinë/Brovina (XIXe siècle)[33]
- la tour d'Ibish Alisa à Brovinë/Brovina (XIXe siècle)[7]
- la tour-résidence de Rama Zeqa à Brovinë/Brovina (XIXe siècle)[7]
- la tour-résidence d'Avdyl Sejdisë à Brovinë/Brovina (XIXe siècle)[7]
- la tour de Zeqa Berisha à Brovinë/Brovina (XIXe siècle)[7]
- la tour résidence de Hasankidajve à Cërmjan/Crmljane (XIXe siècle)[7]
- la tour Hajdini à Cërmjan/Crmljane (XIXe siècle)[7]
- un moulin à Cërmjan/Crmljane (XIXe siècle)[7]
- la tour-résidence d'Isa Zymber Binakaj à Devë/Deva (XIXe siècle)[7]
- la tour-résidence de Rexhep Cana Pajazi à Dobrosh/Dobroš (XIXe siècle)[7]
- la tour-résidence d'Ahmet Islam à Dujakë/Dujak (XIXe siècle)[7]
- la tour-résidence de Bushat à Dujakë/Dujak (XIXe siècle)[7]
- la tour-résidence de Sejde Musa à Dujakë/Dujak (XIXe siècle)[7]
- la tour-résidence d'Arif Musa à Dujakë/Dujak (XIXe siècle)[7]
- la tour-résidence de Sah Avdyl à Dujakë/Dujak (XIXe siècle)[7]
- un moulin à Dujakë/Dujak (XIXe siècle)[7]
- la tour-résidence d'Osman Bajram à Firajë/Firaja (XIXe siècle)[7]
- la tour-résidence de Kaqel Rama à Gërçinë/Grčina (XIXe siècle)[7]
- la tour-résidence de Tal Bel à Kralan/Kraljane (XIXe siècle)[7]
- la tour-résidence de Sadik Selman à Lipovec/Lipovac (XIXe siècle)[7]
- la tour-résidence de Hamëz Rrustem à Morinë/Morina (XIXe siècle)[7]
- la mosquée de Molliq/Molić (XIXe siècle)[7]
- la tombe d'Ali Ibra à Osek Hylë/Osek Hilja (XIXe siècle)[7]
- la tour-résidence de Bajram Selman à Rogovë/Rogovo (XIXe siècle)[7]
- la tour-résidence de Salih Rama à Rracaj/Racaj (XIXe siècle)[7]
- la tour-résidence d'Ali Zenel à Skivjan/Skivjane (XIXe siècle)[7]
- la tour-résidence d'Osman Jakup à Skivjan/Skivjane (XIXe siècle)[7]
- la tour-résidence de Selim Hajdari à Skivjan/Skivjane (XIXe siècle)[7]
- la tour-résidence de Rrustem Hajdari à Skivjan/Skivjane (XIXe siècle)[7]
- la mosquée de Smolicë/Smonica (XIXe siècle)[7]
- un pont à Pont à Ujz/Ujz (XIXe siècle)[7]
- la tour-résidence d'Adem Ademaj à Zylfaj/Zulfaj (XIXe siècle)[7]
- le monument des martyrs à Devë/Deva (XXe siècle)[7]
- le monument des martyrs à Guskë/Guska (XXe siècle)[7]

## Personnalités

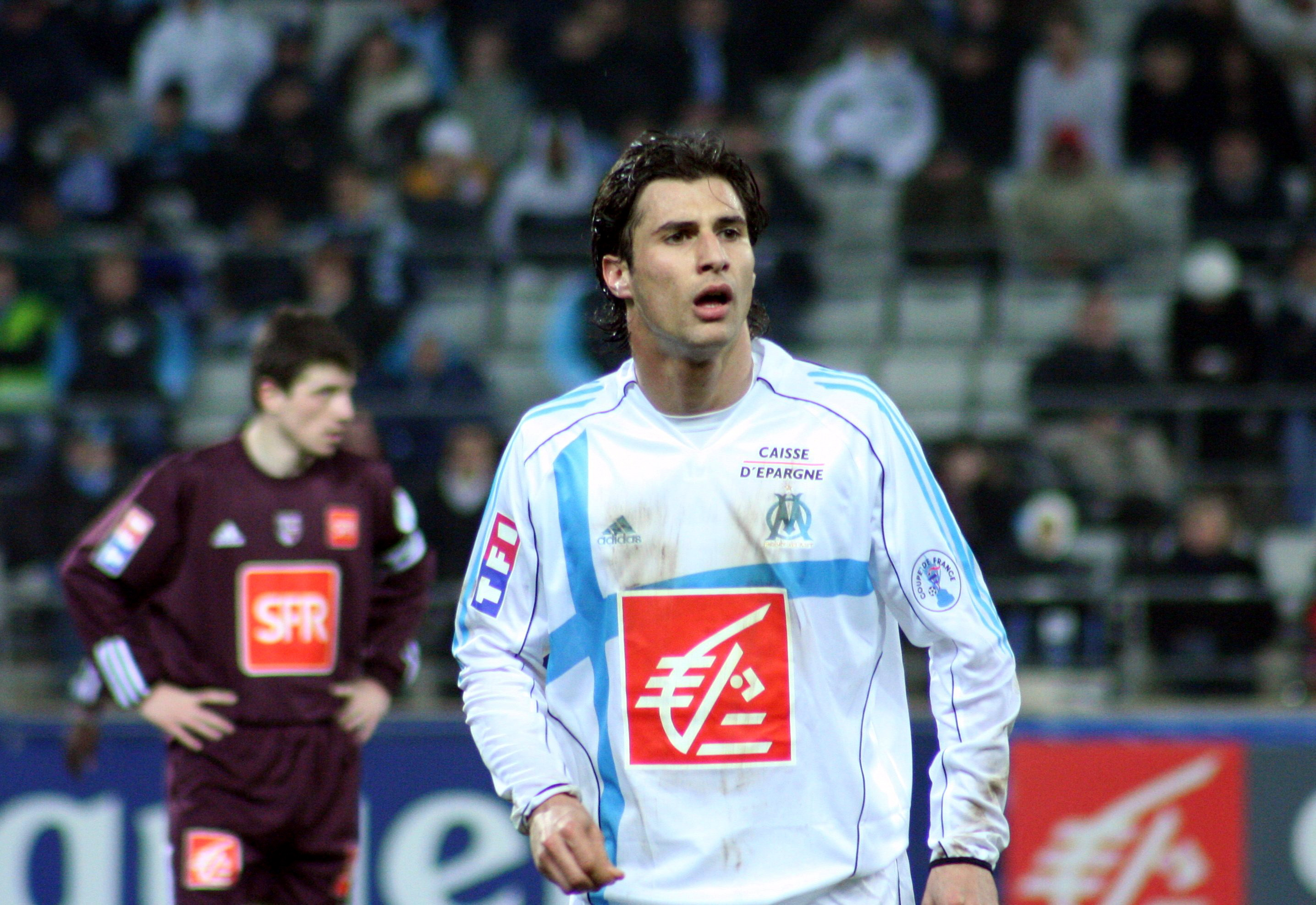
Le footballeur Lorik Cana

- Aleksandar Tijanić, journaliste, directeur de la TV nationale de Serbie ;
- Ali Podrimja (1942-2012), poète et écrivain ;
- Din Mehmeti (1929-2010), poète ;
- Avni Mula, chanteur, compositeur et musicien albanais ;
- Bajram Curri, indépendantiste albanais ;
- Besnik Hasi (né en 1971), footballeur ;
- Božidar Delić, général de l'Armée populaire yougoslave;
- Emin Duraku, albanais et Partisan yougoslave ;
- Fadil Hoxha, membre de la présidence de la république fédérative socialiste de Yougoslavie et héros national de la Yougoslavie ;
- Ismet Peja, chanteur ;
- Lorik Cana (né en 1983), footballeur ;
- Luan Krasniqi, champion de boxe ;
- Miodrag Vlahović, ambassadeur du Monténégro aux États-Unis ;
- Mahmut Bakalli, 5e président de la Ligue des communistes du Kosovo ;
- Bekim Fehmiu (1936-2010), acteur ;
- Xhafer Spahiu (1923-1999), homme politique albanais, est né à Gjakovë ;
- Asim Vokshi (1909-1937), officier.
- Shkelzen Jetishi. chanteur
- Kleofina Pnishi (en) (née en 1994), mannequin et actrice